# Didymopanax cephalanthus
Didymopanax cephalanthus é uma espécie de planta pertencente ao gênero Didymopanax, e à família Araliaceae. É endêmica ao Brasil, ocorrendo apenas nos estados de Goiás e Mato Grosso. De acordo com a União Internacional para a Conservação da Natureza, não há dados suficientes para determinar seu estado de conservação.